# William Priddy
William "Reid" Priddy (Richmond, 1 de octubre de 1977) es un jugador de voleibol estadounidense, participante de la Selección masculina de voleibol de Estados Unidos.

## Biografía
Priddy nació en Richmond, Virginia, hijo de Ken y Sharon Priddy. Empezó a jugar voleibol luego que su familia se traslada de Richmond a Florida, donde probó estuvo en una escuela de verano de Educación Física.
Priddy se graduó en la Mountain Pointe High School en Phoenix, Arizona, en mayo de 1996. Participó en el primer año de Varsity Volleyball en el Estado de Arizona en 1994. 
Priddy se graduó en la Universidad Loyola Marymount en estudios de comunicación en el 2000. También fue llamado por  Universidad Estatal de California, Northridge, por la USC y por la Universidad de California en Santa Bárbara. Él jugó en 18 partidos (42 sets). 
También jugó fútbol playa en los campeonatos AVP del 2000 al 2006. Priddy contrajo matrimonio con Lindsay Pierce el 10 de marzo de 2007. En 2009, retornó a jugar en los campeonatos AVP.

## Carrera internacional

### 2000/01
Conad Volley Forli

### 2001/02
Hotvolley

### 2002/03
Nikaia

### 2004/05
Tonno Callipo Vibo Valentía

### 2006/07
Samsung Bluefangs

### 2007/08
Lokomotiv Novosibirsk

## Selección nacional

### 1999
Jugó con la selección nacional en los Juegos Panamericanos

### 2000
Fue uno de lo cuatro alternos para los Juegos Olímpicos en Sídney, Australia.

### 2001
Jugó profesionalmente por el Vienna Hotvolleys en Austria. Participó en la selección nacional en el Tour a Japón, Liga Mundial de Voleibol, Clasificatorio al Campeonato Mundial, Campeonatos Zona NORCECA, y en la Copa Jeep America.

### 2002
Priddy regresó al equipo a fines de julio. Jugó en 58 de los 141 sets posibles durante el año. Condujo al equipo consiguiendo puntos totales (70), kills (60) y bloqueos (8) en seis partidos en el Campeonato Mundial de Voleibol. Terminó la temporada como primero de su equipo en puntos por partido (2.98) y sexto en puntos totales (173), tuvo 92 kills, 66 digs, 21 bloqueos y 10 servicios.  También participó en la escuadra nacional en el Tour a Bulgaria, a Grecia y a Florida.

### 2003
Priddy emerge como uno de starting mateadores del lado izquierdo. Fue capitán del equipo en los Juegos Panamericanos donde terminaron en cuarto lugar.  También participó en los Tour a Colorado/Nebraska, a Canadá, Campeonatos Zona NORCECA ( medalla de oro), Copa Mundial (cuarto lugar).

### 2004
Reid hizo su debut en los Juegos Olímpicos en Atenas, Grecia. Priddy finilizó segundo del equipo y 11° en score total con 86 puntos sobre 72 kills, 11 bloqueos y tres servicios. Equipo de USA clasificó a los Juegos Olímpicos de 2004 en Atenas, Grecia, ganando el Campeonatos Zona NORCECA en Caguas, Puerto Rico el 10 de enero. También participó en los Tour a Japón, Series de Houston, USA Global Challenge (medalla de oro), y Tour a Serbia y Montenegro (medalla de plata).

### 2005
Reid hizo su debut en Japón en la Copa Mundial Grandes Campeones en el equipo masculino de USA, logrando la medalla de plata con un récord de 4-1. Jugó en cada uno del cuatro partidos finales (8 de 13 sets) y marcó 27 puntos com 23 kills, 2 bloqueos y dos servicios.

### 2006
Condujo al equipo norteamericano en el marcador en siete de 12 partidos de la Liga Mundial, incluyendo 21 puntos contra Serbia y Montenegro. Fue uno de los líderes de la Liga Mundial en puntos y mates. Colaboró con la escuadra americana para se invenciable (4-0) en la Inauguración en la Copa Panamericana en June. Reid condujo a su equipo en el marcador en el Tour a Argentina. Tuvo un alto score en los partidos: primero (18), tercero (23) y quinto (16) en Argentina.

### 2008
Llevó a la selección nacional de Estados Unidos a obtener la medalla de oro en la Olimpiadas de Pekín.

## Voleibol Playa Tour AVP

### 2001
Finalizó 13° dos veces, 17° tres veces, 25° dos veces, y 33° una vez en 8 campeonatos AVP.

### 2002
Finalizó 25° y 57° en 2 campeonatos AVP.

### 2005
Finalizó 9° tres veces en 10 campeonatos AVP.

### 2006
Finalizó 9° tres veces en 3 campeonatos AVP.

## Premios y reconocimientos
| Año  | Premio / Reconocimiento                                                                                              |
| 1998 | Earned AVCA second-team All-America honors Earned all-MPSF honorable mention accolades.                              |
| 1999 | Earned AVCA second-team All-America honors Garnered second-team all-Mountain Pacific Sports Federation (MPSF)honors. |
| 2000 | Earned American Volleyball Coaches Association first-team All-America honors as a senior                             |